# يوهان كارل فيلهلم إيليغر
يوهان كارل فيلهلم إيليغر (بالألمانية: Johann Karl Wilhelm Illiger)، ولد في 19 نوفمبر 1775 - مايو 1813 عالم أحياء ألماني ولد في مدينة براونشفايغ في ألمانيا ومتخصص في علم الحيوان وعلم الحشرات وله جهود تذكر في التصنيف العلمي للكائنات الحية حيث كان وراء جمع الحيتانيات في أصنوفة سنة 1811.درس علم الحشرات على يد يوهان هيلفيغ ثم نهل من علوم الحيوان على يد يوهان هوفمانسيغ. ترأس متحف التاريخ الطبيعي في بربين منذ تأسيسه سنة 1810 وحتى وفاته حيث توفي في برلين سنة 1813. ساهم كما سلف في التصنيف العلمي ودفع بمفهوم الفصيلة ضمن السلسلة الهرمية للتصنيف. وقد قام كارل لودفيغ بلوم بتسمية الجنس النباتي الإليجيرية (الاسم العلمي:Illigera) تكريماً له.
وعرفانا لذلك فإن لإيليغر اختصارا ضمن التسمية العلمية وهو Illiger.